# Les Solanetes (Bóixols)

Les Solanetes, respecte del terme d'Abella de la Conca

Les Solanetes, és un indret format per petites solanes del terme municipal d'Abella de la Conca, a la comarca del Pallars Jussà, en territori del poble de Bóixols.
Estan situades al sud-oest de l'antiga masia de Cal Carreu i del paratge del mateix nom, al nord del poble de Bóixols i de la partida de la Tolla. Hi passa el Camí del Tossal.

## Etimologia
Es tracta d'un topònim romànic modern de caràcter descriptiu, que utilitza el corònim, o mot genèric, amb valor específic, sense que, en aquest cas, calgui una expressió complementària. El diminutiu és degut a la mida, petita, d'aquesta solana.